# 鹿児島大学医療技術短期大学部
鹿児島大学医療技術短期大学部（かごしまだいがくいりょうぎじゅつたんきだいがくぶ、英語: School of Allied Medical Sciences, Kagoshima University）は、鹿児島県鹿児島市桜ヶ丘8-35-1に本部を置いていた日本の国立大学である。1986年に設置され、2002年に廃止された。大学の略称は鹿大医短または医短。

## 概要

### 大学全体
- 鹿児島県鹿児島市に所在した日本の国立短期大学で、併設元は鹿児島大学医学部。
- 1986年に3つの学科を擁して開学。以後は、学科の増減なし。
- 1998年度の入学生を最後に[注釈 3]、短期大学としての使命を終える[注釈 4]。

### 教育および研究
- 鹿児島大学医療技術短期大学部は医療技術者の養成に力をいれており、鹿児島大学病院での臨床実習も行われていた。

### 学風および特色
- 鹿児島大学医療技術短期大学部は医学部に併設されていた関係上、両者同士の交流は深かったものとみられる。学生サークルは両者共通なため学生の交流は盛んであった。
- 教員は医学部との兼任者が多いものとなっていた。
- 男女共学だったが、女子の方が圧倒的に多いものとなっていた。

## 沿革
- 1942年
  - 鹿児島県立第一高等女学校に社会福祉事業協会保健婦養成所を併設する[注釈 5]。
- 1950年
  - 鹿児島県立看護学校が開校する[注釈 5]。
- 1957年
  - 10月 鹿児島県立大学医学部附属助産婦学校が開校する[注釈 5]。
- 1958年
  - 5月 国立に移管される[注釈 5]。
- 1985年
  - 10月1日 左記を以て文部省[注 1]より短期大学の設置が認可される[注 2]。
- 1986年
  - 4月1日 鹿児島大学医療技術短期大学部学科体制にて開学[注 3]。
    - 看護学科 入学定員80名
    - 理学療法学科[注釈 6]
    - 作業療法学科[注釈 6]
- 1986年
  - 5月1日 学生数[11]/定員
    - 看護学科 80[注釈 7]/80
    - 理学療法学科 20[注 4]/20
    - 作業療法学科 20[注 5]/20
- 1987年
  - 5月1日 学生数[12]/定員
    - 看護学科 160[注 6]/160
    - 理学療法学科 40[注 7]/40
    - 作業療法学科 40[注 8]/40
- 1988年
  - 5月1日 学生数[13]/定員
    - 看護学科 238[注 9]/240
    - 理学療法学科 60[注 10]/60
    - 作業療法学科 60[注 11]/60
- 1992年
  - 5月1日 学生数[注 12]/定員
    - 看護学科 239[注 13]/240
    - 理学療法学科 62[注 14]/60
    - 作業療法学科 64[注 15]/60
- 1993年
  - 4月1日 専攻科の設置が認められ、以下の課程を設ける[16]。
    - 地域看護学専攻[注釈 6]
    - 助産学特別専攻[注釈 6]
- 1998年
  - 4月1日 この年度で短期大学としての学生募集を最終とする[注釈 3]。
  - 5月1日 学生数[17]/定員
    - 看護学科 242[注 16]/240
    - 理学療法学科 60[注 17]/60
    - 作業療法学科 62[注 18]/60
- 1999年
  - 5月1日 学生数[18]/定員
    - 看護学科 160[注 19]/160
    - 理学療法学科 37[注 20]/40
    - 作業療法学科 41[注 21]/40
- 2002年
  - 3月31日 左記をもって正式に廃止とする[注釈 4]。

## 基礎データ

### 所在地
- 鹿児島県鹿児島市桜ヶ丘8-35-1[注釈 1]

## 象徴
- 鹿児島大学医療技術短期大学部のカレッジマークは鹿児島大学と同じものを使用されていた[19]。

## 教育および研究

### 組織

#### 学科
- 看護学科 入学定員80名[注釈 8]
- 理学療法学科 入学定員20名[注釈 8]
- 作業療法学科 入学定員20名[注釈 8]

#### 専攻科
- 地域看護学専攻 入学定員20名[注釈 9]
- 助産学特別専攻 入学定員20名[注釈 9]

#### 別科
- なし

#### 取得資格について
受験資格
- 看護師：看護学科
- 理学療法士：理学療法学科
- 作業療法士：作業療法学科

### 研究
- 『鹿児島大学医療技術短期大学部紀要』[注釈 2]

## 大学関係者と組織

### 大学関係者一覧

#### 大学関係者
歴代学長
- 井形昭弘
- 早坂祥三
- 田中弘允

## 施設

### キャンパス
- 設備：鹿児島大学医学部および大学病院に隣接されていた。

## 対外関係

### 系列校
- 鹿児島大学

## 卒業後の進路について

### 就職について
- 鹿児島大学病院ほか医療機関での専門職に就いた人が多いものとなっていた。

## 関連サイト
- 鹿児島大学について